# Egils saga
Egil Skallagrimssons Saga er en saga, der omhandler Egil Skallagrimssons livhistorie (ca. 910 – 994). Den er formentlig nedskrevet omkring 1230 af en ubekendt forfatter. Den er oversat til dansk af både N.M. Petersen, Martin Larsen, Johannes V. Jensen og Rolf Stavnem.
Egil Skallagrimsson var søn af Bera og Skallagrim, søn af Kveldulf, søn af Ulv. Egil blev gift med Asgerd Bjørnsdatter.
Egil havde tre søskende, Thorolf, Søun og Thorun, og børnene Thorger, Bera, Bødvar, Gunnar og Thorstein, hvis datter var den Helga, som Ravn og Gunløg Ormstunge stredes om.
Ifølge sagaen var Egil en stor og respekteret mand. Han udrettede store ting og havde et godt ry mange steder. Andre steder som i Norge var han dog knap så velkommen. Her forulempede Egil flere gange kongen, Erik Blodøkse.
Sagaen indeholder en del småkvad, men er mest kendt for sønnetabet Arkiveret 6. marts 2005 hos  Wayback Machine og kvadet om Arinbjørn (Arinbjarnarkvida Arkiveret 6. marts 2005 hos  Wayback Machine).